# 暗醜鰩
暗醜鰩（學名：Malacoraja obscura），為軟骨魚綱鰩目鰩科醜鰩屬的一種，分布於西南大西洋巴西東南部大陸坡，位於聖埃斯皮里圖州和里約熱內盧州附近海域，深度808至1105公尺，體長可達68公分，棲息在深海海域，為底棲性魚類，肉食性，卵生，生活習性不明。